# The Thundermans
The Thundermans là chương trình của Mỹ được chiếu trên Nickelodeon vào ngày 14 tháng 10 năm 2013. Chương trình được tạo bởi Jed Spingarn. Nickelodeon tuyên bố sản xuất 20 tập cho chương trình. Với các diễn viên Kira Kosarin, Jack Griffo, Addison Riecke, Diego Velazquez, Chris Tallman, and Rosa Blasi. Lượt xem thử đạt 2.4 triệu lượt xem. Bộ phim được phát sóng tại Việt Nam dưới tên Siêu nhân sấm sét.

## Cốt truyện
Chương trình tập trung vào nhà Thundermans, một gia đình có siêu năng lực, sống một cuộc sống bình thường ở Hiddenville; bộ phim tập trung vào hai chị em Phoebe, là một siêu anh hùng, và Max, muốn trở thành một kẻ phản diện.

## Nhân vật

### Chính
- Phoebe Thunderman (Kira Kosarin)
- Max Thunderman (Jack Griffo)
- Nora Thunderman (Addison Riecke)
- Billy Thunderman (Diego Velazquez)
- Hank Thunderman (Chris Tallman)
- Barb Thunderman (Rosa Blasi)

### Phụ
- Chloe Thunderman (Maya Le Clark)
- Dr. Colosso (Dana Snyder)
- Cherry (Audrey Whitby)
- Cousin Blobbin (Harvey Guillen)
- Mrs. Wong (Helen Hong)
- Oyster (Tanner Stine)
- Gideon (Kenny Ridwan)
- Madison (Brooke Sorenson)
- Wolfgang (Jake Borelli)
- Principal Bradford (Jeff Meacham)
- Link Evilman (Barrett Carnahan)
- Super President Kickbutt (Daniele Gaither)
- Allison (Ryan Newman)

## Việc sản xuất
3 tháng 8 năm 2012, Nickelodeon tuyên bố The Thundermans sẽ là live-action chuẩn bị lên sóng.
Việc ghi hình bắt đầu giữa tháng 2 tại Paramount Studios ở Los Angeles. Tập Pilot được quay vào tháng 10 năm 2012.
20 tháng 12 năm 2013, được sản xuất thêm phần 2. Phần 2 chiếu vào ngày 13 tháng 9 năm 2014.
4 tháng 3 năm 2015, được sản xuất thêm phần 3. Phần 3 chiếu vào ngày 27 tháng 6 năm 2015.
2 tháng 3 năm 2016, được sản xuất thêm phần 4.

## Số tập
List of The Thundermans episodes

## Giải thưởng và đề cử
| Năm  | Giải thưởng                     | Hạng mục                                                                | Đại diện        | Kết quả   |
| ---- | ------------------------------- | ----------------------------------------------------------------------- | --------------- | --------- |
| 2014 | Nickelodeon Kids' Choice Awards | Nam diễn viên truyền hình được yêu thích nhất                           | Jack Griffo     | Đề cử     |
| 2015 | Nickelodeon Kids' Choice Awards | Nam diễn viên truyền hình được yêu thích nhất                           | Jack Griffo     | Đề cử     |
| 2015 | Nickelodeon Kids' Choice Awards | Nữ diễn viên truyền hình được yêu thích nhất                            | Kira Kosarin    | Đề cử     |
| 2016 | Nickelodeon Kids' Choice Awards | Chương trình truyền hình được yêu thích nhất                            | The Thundermans | Đoạt giải |
| 2016 | Nickelodeon Kids' Choice Awards | Nam diễn viên truyền hình được yêu thích nhất - Chương trình cho trẻ em | Jack Griffo     | Đề cử     |
| 2016 | Nickelodeon Kids' Choice Awards | Nữ diễn viên truyền hình được yêu thích nhất - Chương trình cho trẻ em  | Kira Kosarin    | Đề cử     |